# Zanclea margarita
Zanclea margarita is een hydroïdpoliep uit de familie Zancleidae. De wetenschappelijke naam van de soort werd in 2010 gepubliceerd door Panthos & Bythell.